# Momcsilló Tapavicza
Momcsilló Tapavicza (Nadalj, Imperi Austrohongarès, 14 d'octubre de 1872 − Pula, Iugoslàvia, 10 de gener de 1949) fou un esportista austrohongarès que va competir en proves de tennis, lluita lliure i halterofíliata. El seu millor resultat fou la medalla de bronze en tennis en els Jocs Olímpics d'Atenes de 1896. Finalitzada la seva carrera esportiva, Tapavicza fou un conegut arquitecte.

## Carrera esportiva
Tapavicza va néixer a Nádalja dins l'Imperi Austrohongarès (actualment Sèrbia) l'any 1872. Va començar a practicar esports a Újvidék (Novi Sad) i llavors va continuar els seus entrenaments a Budapest mentre estudiava arquitectura i enginyeria civil.
Degut als seus bons resultats, fou seleccionat per l'equip hongarès que va participar en els primers Jocs Olímpics celebrats a Atenes l'any 1896, on va competir en tennis, halterofília i lluita. Malgrat ser l'únic representant de l'equip hongarès en la disciplina de tennis, va aconseguir la medalla de bronze en categoria individual. Fou eliminat en semifinals per Dioníssios Kàsdaglis i guanyà automàticament la medalla de bronze juntament a Konstandinos Paspatis, ja que no es disputava final de consolació en aquella època. Disputant les proves d'halterofília es lesionà l'espatlla i quedà en darrera posició de sis participants. Dos dies després disputà les proves de lluita encara convalescent de la lesió i fou eliminat en el primer combat.
Després dels Jocs Olímpics no va tornar a participar en competicions esportives, però va continuar practicant l'atletisme, gimnàstica i rem a nivell recreatiu. Durant molts anys va ser membre del club de rem Danubius amb seu a Újvidék.

## Arquitectura
Després de la seva graduació, Tapavicza va quedar-se a Buscarest durant un temps fins a tornar a Újvidék. L'any 1908 fou convidat pel rei Nicolau I de Montenegro i Tapavicza va residir a Montenegro mentre realitzava el disseny de diversos edificis, entre els quals destaca l'ambaixada alemanya, el Banc Nacional a Cetinje, el Boka Hotel a Herceg Novi (destruït per un terratrèmol el 1979) i la Matica srpska de Novi Sad (abans coneguda com a Újvidék).
Amb l'esclat de la Primera Guerra Mundial, va tornar a l'imperi austrohongarès, i més endavant va emigrar a Roma i Lausanne, acabant al Marroc. Allà va unir-se a la Legió Estrangera Francesa i va esdevenir bon amic de Francisco Franco, futur dictador d'Espanya.
Finalitzada la guerra va retornar a Novi Sad, on va crear la seva pròpia empresa de disseny arquitectònic, i va participar activament en les discussions sobre els plans d'urbanisme de la ciutat. El 1948 va traslladar-se a Poreč (actualment Croàcia), on va contribuir en la reedificació de la ciutat després de les seqüeles provocades per la Segona Guerra Mundial, malgrat que va morir l'any següent a Pula.

## Jocs Olímpics

### Individual
| Any  | Campionat                     |
| ---- | ----------------------------- |
| 1896 | Jocs Olímpics, Atenes, Grècia |